# Watertoren (Krimpen aan de Lek)
De watertoren in Krimpen aan de Lek is gebouwd in 1909 en is ontworpen door architecten Visser en Smit uit Papendrecht. De toren heeft een traditioneel ambachtelijke stijl met neorenaissance motieven
en staat aan de rivier de Lek vlak bij de kruising met de Noord en de Nieuwe Maas. De watertoren heeft een hoogte van 47,2 meter en een waterreservoir van 250 m³.